# Mateusz Bartel
Mateusz Bartel (Varsavia, 3 gennaio 1985) è uno scacchista polacco.
Grande maestro dal 2004, ha vinto quattro volte il Campionato polacco (2006, 2010, 2011, 2012).
Ha partecipato con la Polonia a diverse olimpiadi: nell'edizione di Chanty-Mansijsk 2010 ha realizzato 7 su 9, ottenendo l'argento in quinta scacchiera, ma dopo la squalifica di Sébastien Feller gli è stata assegnata la medaglia d'oro, in quelle di Chennai 2022 ha vinto l'oro personale, sempre in quinta scacchiera.
Altri risultati:
- 2003 –  vince a Istanbul il campionato europeo giovanile U18;
- 2007 –  pari 1º-6º nel Monarch Assurance International Tournament dell'Isola di Man;
- 2012 –  in febbraio vince l'Open Aeroflot di Mosca, superando nello spareggio Anton Korobov e Pavlo El'janov.
- 2017 –   in agosto vince la sezione open del Torneo di Biel con 7 punti su 9, superando per spareggio tecnico Vladimir Baklan.

Ha raggiunto il più alto rating FIDE in aprile 2012, con 2677 punti Elo.